# Centaurea friderici
Centaurea friderici — вид квіткових рослин айстрових (Asteraceae). Ендемік Хорватії (острів Палагруя, острів Ябука).